# Kingsley A. Taft
Kingsley A. Taft (Cleveland, 1903. július 19. – Columbus, 1970. március 28.) az Amerikai Egyesült Államok szenátora (Ohio, 1946–1947).